# Истина, выбирающаяся из колодца
«Истина, выбирающаяся из колодца» (фр. La Vérité sortant du puits); также «Истина, выбирающаяся из колодца, вооружённая плетью для наказания человечества» (La Vérité sortant du puits armée de son martinet pour châtier l'humanité); или просто «Истина» (La Vérité) — картина французского художника Жана-Леона Жерома, написанная им в 1896 году. Находится в коллекции музея Анны де Божё в Мулене (Алье, Овернь, Франция).

## Контекст, история, создание

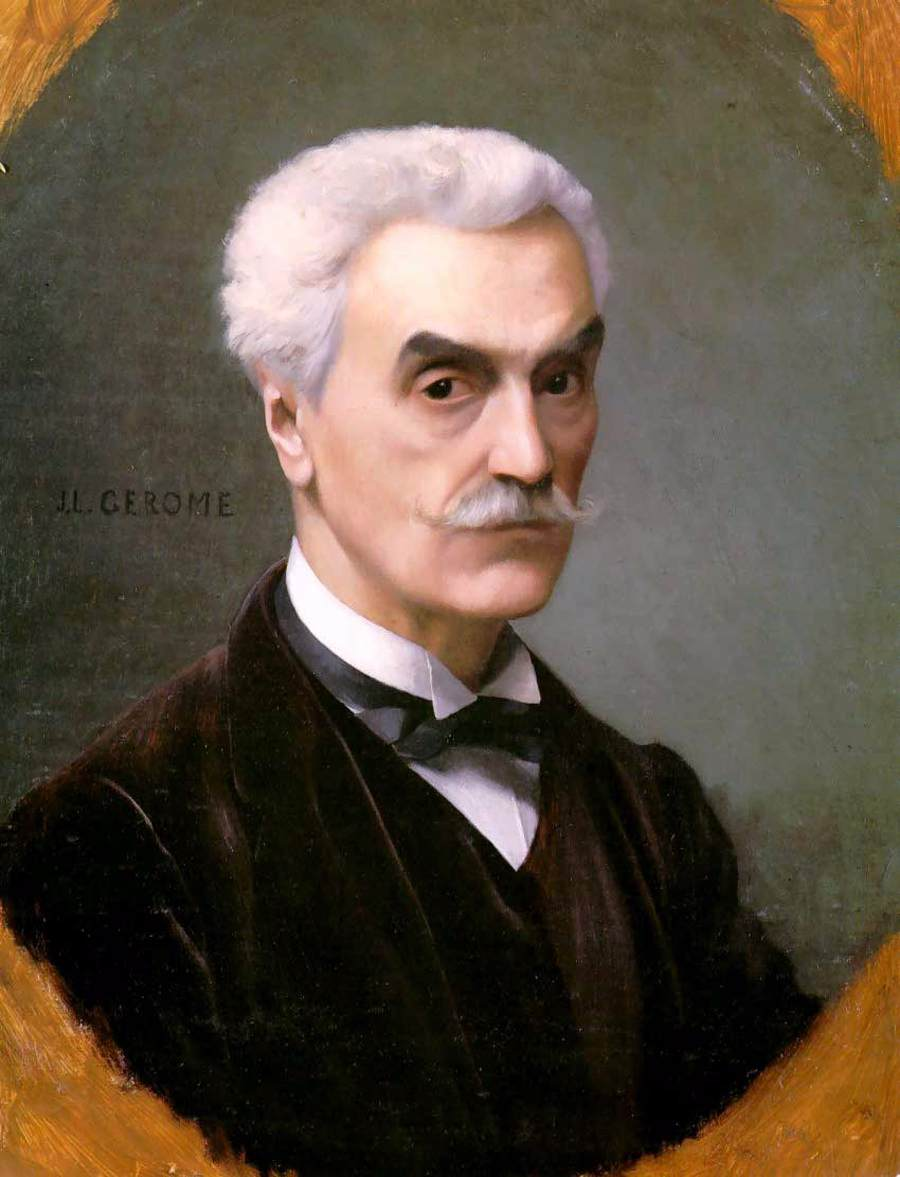
Жан-Леон Жером, автопортрет, 1886 год

Французский живописец Жан-Леон Жером (1824—1904) учился у известных художников Поля Делароша и Шарля Глейра, прививших ему на всю оставшуюся жизнь страсть к путешествиям, изучению обычаев разных народов, а также особую любовь к Востоку. Первые картины Жерома были высоко оценены одним из самых уважаемых и влиятельных художественных критиков — Теофилем Готье, ставшим впоследствии его другом. На заре рождения массовой культуры провинциал Жером пошёл навстречу новой публике формирующейся буржуазной Франции, став знаменитым у салонной аристократии, познакомив её как со своими академическими портретами и мелодраматическими полотнами, так и с картинами о наполеоновских походах и жизни на арабских базарах, а также работами на мифологические и эротические темы. Находясь на пике своей карьеры в искусстве, Жером был постоянным гостем императорской семьи и занимал должность профессора в Школе изящных искусств. Его студия была местом встречи художников, актёров и писателей, а сам он стал легендарным и уважаемым мастером, известным своим язвительным остроумием, пренебрежительным отношением к дисциплине, однако жёстко регламентированными методами преподавания и крайней враждебностью к импрессионизму.
C конца 1850-х годов Жером оказался невероятно предприимчив в выборе пользовавшихся популярностью исторических сюжетов, начиная от глубокой древности до современной Франции. В то же время Жером взялся за довольно эклектичное переосмысление своего академизма, во многом находясь под влиянием Жан-Огюст-Доминика Энгра, писавшего свои картины через призму личной и повседневной жизни, а также учителя Делароша, выбравшего более понятный общественности театральный подход в живописи на исторические сюжеты. Жером начал работать над достижением баланса между реализмом почти документальной точности и научным подходом к образной реконструкции исторических событий, развив в себе умение мастерски управлять повествовательным потенциалом сюжетов своих картин, ввиду чего они производили неизгладимое впечатление на зрителей. Жером отказался от поэтических обобщений и идеализации главных героев, однако уравновешенная и дотошная в деталях живописная техника художника практически делала людей непосредственными свидетелями прошедших событий. Вместе с тем Жерома часто обвиняли в том, что он работает на потребу публике и не задумывается о будущей востребованности сюжетов своих картин.
В связи с этим Жером выбрал острую для французского общества того времени тему дела Дрейфуса, достигшего такого масштаба в рамках французского общества, что ни одному представителю искусства невозможно было остаться в стороне от его отображения одним из доступных им способов. В число «дрейфусаров», то есть защитников Альфреда Дрейфуса, входили такие известные французские интеллигенты, как Эмиль Золя, Бернар Лазар, Эдуард Деба-Понсан, да и сам Жером. Известен целый ряд версий картины Жерома на тему дела Дрейфуса. В качестве названия он использовал приписываемую Демокриту фразу «Истина лежит на дне колодца» (греч. ἐτεῇ δὲ οὐδὲν ἴσμεν, ἐν βυθῷ γάρ ἡ ἀλήθεια; лат. in puteo… veritatem iacere demersam) из «Божественных установлений» Лактанция. В 1894 году Жером написал маслом по холсту картину с названием «Лжецы и лицемеры над убитой и лежащей в яме Истиной» (лат. Mendacibus et histrionibus occisa in puteo jacet alma veritas), на которой видны последствия жесткой расправы над женщиной в аллегорическом образе Истины, лежащей убитой на дне колодца, в то время как из её тела исходит дух правды. В 1895 году данная работа выставлялась на Салоне французских художников. После посадки Дрейфуса в тюрьму на Чёртовом острове и появления доказательств того, что истинным преступником является Фердинанд Эстерхази, в 1895 году Жером представил настоящую, новую картину под названием «Истина, выбирающаяся из колодца, вооружённая плетью для наказания человечества» (фр. La Vérité sortant du puits armée de son martinet pour châtier l'humanité). В том же году картина Жерома экспонировалась в Салоне французских художников.

## Композиция

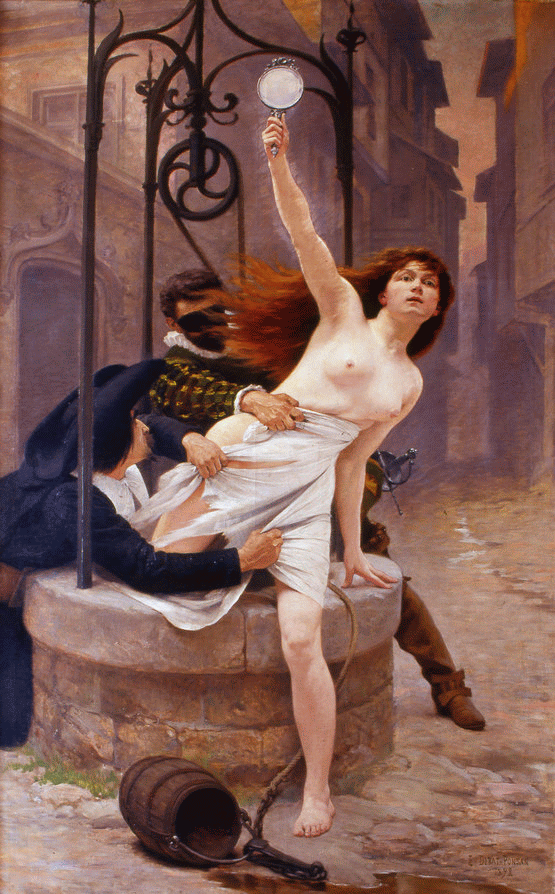
Работа Деба-Понсана

Картина написана маслом на холсте, а её размеры составляют 91 × 72 см. На ней видна как будто воскресшая фигура обнажённой Истины, избавившейся от доброго спокойствия, но с возвратившейся к ней удвоенной силой, выбирается из колодца с плёткой в руке, чтобы наказать человечество за его заблуждения. Придав намеренно неестественный вид бедру и одной ноге женщины, которую она перебросила через край колодца, предварительно схватившись за него обеими руками, Жером хотел показать, что в правде и в творении природы ничего не может быть некрасивым. При этом черты лица женщины искажены, будто она намеревается накричать на зрителя. При взгляде на работу невозможно избавиться от ощущения неловкости перед молодой женщиной с плёткой, готовой в своём воинственном образе к бою и желающей наказать тех, кто не хочет её слушать. В композиционном и идеологическом плане картина схожа с одноимённой работой Деба-Понсана, тоже посвящённой делу Дрейфуса. Обнажённая женщина работы Жерома также похожа на девушек кисти Жюля Жозефа Лефевра, Люка-Оливье Мерсона и Поля Бодри, часто прибегавших к изображению наготы в своём творчестве.

## Восприятие
По словам Поля Моро-Вотье, биографа Жерома, эта картина долгое время висела над кроватью художника как «благородная богиня, пользовавшаяся постоянным почитанием хозяина». Когда Жером скончался, его нашли недвижимым с поднятой вверх рукой и с обращённым к картине лицом, на котором застыл взгляд высшего уважения и прощания с Истиной всей его жизни. Вокруг мастерски написанной последней значительной работы Жерома никогда не утихали споры, касающиеся той или иной интерпретации сюжета. Некоторые критики полагают, что Жером выразил в этой картине свои художественные убеждения, заключающиеся в неприятии импрессионизма и других новых течений в живописи конца XIX века. Примером этого может служить тот факт, что на Всемирной выставке 1900 года художник сходу остановил президента Франции Эмиля Лубе и в разговоре с ним назвал работы Клода Моне, автора «Завтрака на траве», «позором французского искусства». В настоящее время ряд искусствоведов и вовсе отвергает гипотезу о том, что на создание картины Жерома вдохновило дело Дрейфуса.

## Судьба
В 1978 году картина была приобретена музеем Анны де Божё в Мулене (Алье, Овернь, Франция), где и находится в настоящее время. Из четырёх известных работ Жерома одна картина маслом (100 x 72 см) находится в Лионском музее изобразительных искусств, второй эскиз маслом (38 x 25,5 см) вместе с наброском чёрным мелом на бумаге (23,8 x 22,4 см) — в Музее Джорджеса-Гаррета в Везуле, а третий карандашный набросок на бежевой бумаге (32,4 x 22,4 см) — в Музее изобразительных искусств Нанси.